# Темпест (клас яхт)

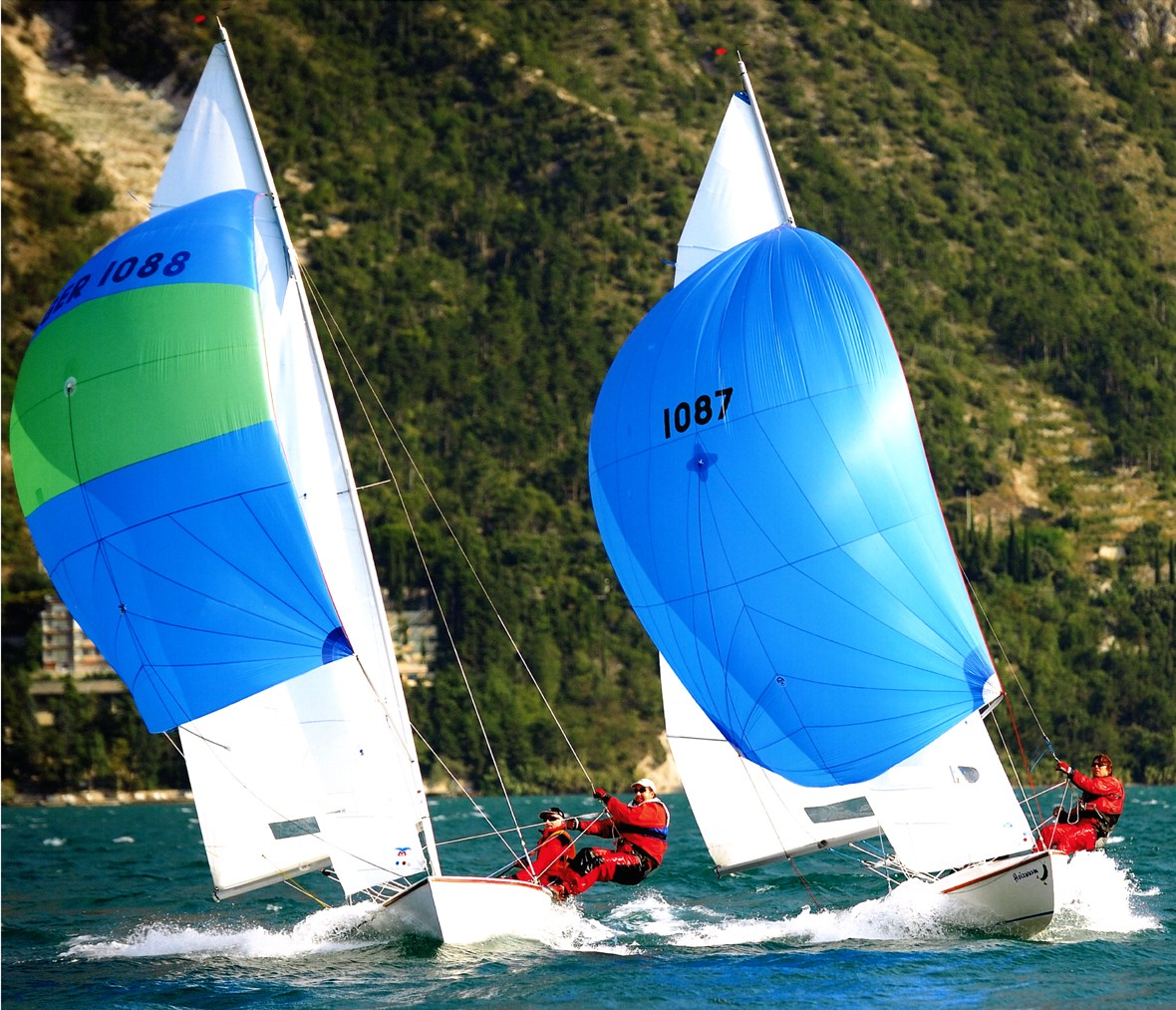

«Те́мпест» (англ. Tempest — «Буря») — кільова перегонова вітрильна яхта-монотип міжнародного класу.
Спроектована британським конструктором Яном Проктором у 1965 році. На олімпіадах 1972 і 1976 років клас входив до програми ігор з вітрильного спорту.
На «Темпесті» в 1972 році екіпаж Валентина Манкіна і Віталія Дирдири виборов золоту медаль, а в 1976 році Валентин Манкін та Владислав Акименко — срібну медаль.

## Технічні характеристики
- Довжина корпусу: повна — 6,66 м.
- Ширина корпусу: 1,92 м.
- Осадка: 1,1 м.
- Вага: 480 кг, в тому числі кіль — 228 кг.
- Площа вітрил: грот — 15,24 м², генуя — 7,69 м², спінакер — 25,9 м².
- Екіпаж: 2 особи.
- Озброєння: бермудський шлюп.